# Нагорный, Иван Яковлевич
Ива́н Я́ковлевич Наго́рный (укр. Нагорний Іван Якович; 31 марта 1925, Сумы, Харьковская губерния — 19 октября 1991, Сумы) — наводчик 45-миллиметрового орудия 173-го стрелкового полка 90-й Ропшинской стрелковой дивизии 21-й армии Ленинградского фронта, рядовой; наводчик 45-миллиметрового орудия 173-го стрелкового полка 90-й Ропшинской стрелковой дивизии 2-й ударной армии Ленинградского фронта, младший сержант; наводчик 45-миллиметрового орудия 173-го стрелкового полка 90-й Ропшинской стрелковой дивизии 2-й ударной армии 2-го Белорусского фронта, младший сержант, полный кавалер ордена Славы.

## Биография
Родился 31 марта 1925 года в городе Сумы, в семье рабочего. Украинец. Окончил 7 классов. Работал слесарем на местном ремонтном заводе.
Во время Великой Отечественной войны Иван Нагорный был принудительно выслан на работы в Германию. Но на пересыльном пункте ему удалось бежать.
В Красной Армии с сентября 1943 года. Участник Великой Отечественной войны с января 1944 года. Отличился в боях на Карельском перешейке, при освобождении Тарту, Варшавы, штурме Кенигсберга. Был один раз ранен и один раз контужен.
Наводчик 45-миллиметрового орудия 173-го стрелкового полка рядовой Иван Нагорный 14 июня 1944 года при прорыве обороны противника на Карельском перешейке под населённым пунктом Каннаскен вместе с расчётом метким огнём уничтожил дот и 2 пулемётные точки, облегчив форсирование водной преграды стрелковому батальону.
Затем под артиллерийско-миномётным обстрелом переправил с бойцами орудие на противоположный берег реки Райволанйоки и, ведя огонь по заграждениям противника, проделал 3 прохода в них и в минном поле, способствуя прорыву обороны врага. Приказом от 6 июля 1944 года «за образцовое выполнение заданий командования в боях с немецко-фашистскими захватчиками» красноармеец Нагорный Иван Яковлевич награждён орденом Славы 3-й степени.
17 сентября 1944 года младший сержант Иван Нагорный в составе 173-го стрелкового полка 90-й Ропшинской стрелковой дивизии севернее города Тарту из орудия подавил 3 огневые точки противника, что дало возможность стрелкам подняться в атаку. Приказом от 29 сентября 1944 года «за образцовое выполнение заданий командования в боях с немецко-фашистскими захватчиками» младший сержант Нагорный Иван Яковлевич награждён орденом Славы 2-й степени.
В боях с 16 по 18 февраля 1945 года за населённый пункт Нойенбург Иван Нагорный уничтожил со своим расчётом 3 автомашины с боеприпасами, пулемёт и более отделения пехоты противника. Указом Президиума Верховного Совета СССР от 29 июня 1945 года «за образцовое выполнение заданий командования в боях с немецко-фашистскими захватчиками» младший сержант Нагорный Иван Яковлевич награждён орденом Славы 1-й степени, став полным кавалером ордена Славы.
После войны продолжал службу в рядах Советской Армии. В 1952 году И. Я. Нагорный демобилизован. Возвратился в родной город Сумы. Работал на Сумском ремонтном заводе бригадиром сварщиков. Скончался 19 октября 1991 года.
Награждён орденами Отечественной войны 1-й степени, Славы 1-й, 2-й и 3-й степени, медалями.
Участник юбилейных Парадов Победы 1985 года и 1990 года.